# LaShawn Merritt
LaShawn Merritt (Portsmouth, 27 de junho de 1986) é um velocista e campeão olímpico norte-americano especialista nos 400 metros rasos.
Foi campeão olímpico dos 400 m em Pequim 2008 e participou do revezamento 4x400 m  onde a equipe norte-americana estabeleceu um novo recorde olímpico.
Merritt registou análises positivas em três controlos realizados em outubro e dezembro de 2009 e janeiro de 2010, por detecção de dehidroepiandrosterona (DHEA), um produto que estimula o corpo a produzir mais substâncias com efeitos anabolizantes, como a testosterona endógena e foi suspenso preventivamente das competições..
Depois de sua suspensão, ele voltou às pistas brilhando nos Campeonatos Mundiais de Daegu 2011 - ouro nos 4x400 m e prata nos 400 m  - e em Moscou 2013, onde foi medalha de ouro nos 400 m e no revezamento 4x400 m rasos.
Em Pequim 2015 ficou com a medalha de prata nos 400 m mas fez a melhor marca de sua carreira para a distância, 43s65. Com esta marca se tornou o sexto mais rápido corredor desta prova na história.
Nos Jogos Olímpicos da Rio 2016, fez sua melhor marca daquele ano – 43.85 – mas ficou com a medalha de bronze, na prova vencida pelo sul-africano Wayde van Niekerk, que estabeleceu nova marca mundial para a distância – 43.03. A medalha de ouro veio no 4x400 m, oito anos depois da primeira ganha no revezamento em Pequim, junto com Tony McQuay, Gil Roberts e Arman Hall.